# 죽사
죽사(竹寺)는 충청남도 서산시에 있는 사찰이다.
죽사의 창건 연대에 대해선 알려진 바가 없다. 구전에 의하면 백제 의자왕[재위 641~660] 때 승려 도감이 창건했다고 하나 확인할 수 없고, 도감은 백제에 존재하지 않는 승려이다. 따라서 근대에 창건된 것으로 추정된다. 1988년 6월 18일 전통 사찰로 지정되었다.
현재 죽사에는 원통전, 종각, 산신각, 요사채가 있다. 대웅전에 해당하는 원통전은 화재로 소실되어 근래에 신축하였으며 규모는 앞면 3칸, 측면 2칸의 총 6칸이며 지붕은 측면이 삼각형과 사다리꼴로 이어지는 팔작지붕이다.
원통전의 내부에는 금동석가불상을 본존으로 좌협시인 관세음보살상과 우협시인 대세지보살상의 삼존불을 안치하고 있으며 그 뒤에는 후불탱화가 그려져 있다. 그 외 산신탱화, 신중탱화, 지장탱화, 칠성탱화가 있다. 지장탱화는 1977년에, 산신탱화와 신중탱화는 1986년에 승려 석교가 조성하였으며 칠성탱화에는 화기(畵記)가 없다. 종각은 암벽 위에 조성되어 있으며 절 주변에 대나무가 많다.